# L'Alburgir
L'Alburgir és un despoblat del terme municipal de Carcaixent (Ribera Alta).
Al s XIII pertanyia al terme d'Alzira. Actualment és una partida de regadiu, a la dreta del Xúquer, en part envoltada per un meandre del riu (racó d'Alburgir).
En l'actual divisió cadastral, el racó d'Alburgir ocupa part dels polígons de parcel·les rústiques números 6 i 7. La Partida l'Alburgir (en el cadastre encara El Alborchí), fita amb les partides de l'Almúnia i de Rumbau. Una petita part de la partida està dins de l'actual terme d'Alzira.
El Camí d'Alburgir, neix del camí Benivaire fins a arribar a la vora del riu Xúquer, amb una distància de 2,26 km. Aquest camí d'Alburgir dona accés a les parcel·les de la partida.